# TID Tower
TID Tower — висотна будівля в Тирані, є найвищою будівлею Албанії.

## Розташування
TID Tower розташовується в центрі Тирани, трохи на схід від площі Скандербег (алб. Sheshi Skendërbej між вулицями Rruga Barrikadave, Rruga 28 Nëntori і Rruga Abdi Toptani.
TID Tower є частиною генерального плану будівництва десяти нових висотних будівель навколо площі Скандербег.

## Гробниця Каплана-паші
В одному з кутів будівлі розташовується Гробниця Каплана-паші, яка таким чином охороняється від руйнування. На початку будівництва перед будівельниками була поставлена складне завдання — поєднати збереження гробниці з будівлею TID Tower. Завдання було виконано за допомогою спеціальних кругових 3D вирізів в основі будівлі.

## Призначення
Велика частина корисної площі TID Tower призначена для квартир і апартаментів. Офіси, магазини і ресторани розташовуються на першому поверсі. На даху розташовується панорамний ресторан.

## Основні відомості
TID Tower має висоту 85 метрів, і є найвищою будівлею Албанії, перевищивши попередній рекорд — 83-метровий Бізнес-центр ABA. TID Tower налічує 25 поверхів. Особливістю будівлі є особливий конічний дизайн, розширюється вгору.
Будівництво почалося в січні 2007 року, В травні 2011 року зовнішнє оздоблення фасаду було завершена.
Витрати на будівництво склали близько 50 млн. €.